# Linia kolejowa nr 545
Linia kolejowa nr 545  – pierwszorzędna, zelektryfikowana, jednotorowa linia kolejowa łącząca stację Warszawa Praga ze stacją Warszawa Grochów.